# Ablon-sur-Seine

Ablon-sur-Seine este o comună în departamentul Val-de-Marne, Franța. În 2009 avea o populație de 5,161 de locuitori.